# Dedicated Follower of Fashion/Sittin' on My Sofa
Dedicated Follower of Fashion/Sittin' on My Sofa è il decimo singolo discografico del gruppo rock britannico The Kinks, pubblicato nel Regno Unito nel 1966. 
Dal punto di vista musicale, essa e A Well Respected Man segnarono un punto di svolta nello stile dei Kinks, virando verso un gusto prettamente britannico per il music hall e distanziandosi dal rhythm and blues americano degli inizi, che aveva ispirato canzoni come You Really Got Me.

## Tracce
1. Dedicated Follower of Fashion – 2:59 (Ray Davies)
2. Sittin' On My Sofa – 3:05 (Ray Davies)

Durata totale: 6:04

## I brani
La canzone tratta dei fanatici seguaci della moda dell'epoca e della cultura mod in generale. Nella metà degli anni sessanta, l'industria della moda in Gran Bretagna stava attraversando un periodo di grande successo, facendosi sempre più originale ed audace, e guidando la cultura giovanile della Swinging London. Boutique come Biba, stilisti quali Mary Quant (l'ideatrice della minigonna), e personalità televisive alla moda come Cathy McGowan venivano celebrati più delle stelle del cinema.
La moda cambiava velocemente, e i negozi di Carnaby Street facevano affari d'oro assecondando le smanie dei clienti nella richiesta del capo all'ultimo grido. Ray Davies notò tutto questo e volle mettere in satira "le vittime della moda", creando un personaggio ipotetico di un dandy superficiale letteralmente ossessionato dall'essere alla moda.
Nel 1999 il titolo della canzone è stato usato ironicamente da Holly Brubach, giornalista di moda del The New Yorker e di altre importanti testate di settore, come titolo per la sua raccolta di saggi.

## Accoglienza
Pubblicata su 45 giri, la canzone arrivò alla quarta posizione della classifica britannica dei singoli, piazzandosi inoltre in vetta alle classifiche nei Paesi Bassi e Nuova Zelanda. Negli Stati Uniti, tuttavia, faticò ad entrare nella Top 40, raggiungendo solo la posizione numero 36. Nel 1966, il testo di Dedicated Follower of Fashion valse a Ray Davies il premio Ivor Novello Award come compositore.